# スキマスイッチ 2004ファーストツアー “夏雲ノタビ” 〜日本公演〜 THE MOVIE
『スキマスイッチ 2004ファーストツアー “夏雲ノタビ” 〜日本公演〜 THE MOVIE』は、スキマスイッチのライブBlu-ray。

## 解説
- 1stアルバム『夏雲ノイズ』のリリース後に行われた自身初の全国ツアー「スキマスイッチ 2004ファーストツアー “夏雲ノタビ” ～日本公演～」の東京公演のライブ映像を収録[1]。
- フルHD映像での収録[1]。
- デビュー20周年イヤーの記念企画として『スキマスイッチ TOUR '05 “全国少年” THE MOVIE』、『スキマスイッチ TOUR '06 “空創トリップ” THE MOVIE』、『スキマスイッチ TOUR '07 “夕風トラベル” THE MOVIE』との4作同時リリース[1]。
- ファンクラブDELUXE限定で、4作をセットにした永久保存BOX「SUKIMASWITCH Archive Live Box 2004〜2007」も予約販売された[1]。
- 「SUKIMASWITCH Archive Live Box 2004〜2007」には、本作の映像が副音声付きで収録された他、4公演の撮り下ろし写真を収めた貴重なフォトブックが付属された[1]。

## 演奏
- 大橋卓弥：Vocal, Guitar
- 常田真太郎：Piano, Chorus
- 金森佳朗：Bass, Chorus
- 矢野博康：Drums, Chorus
- 浦清英：Keyboards, Chorus

## 収録曲
- 2004年10月19日に恵比寿リキッドルームで開催された公演の模様を収録。

1. 螺旋
2. 君の話
3. 君のこと全部
4. メロドラマ
5. 冬の口笛
6. view
7. ふれて未来を
8. 奏（かなで）
9. 小さな手
10. インタビュー映像

## プロモーション
- 対象のショップでの購入者にはCDショップ先着購入特典がプレゼントされた[1]。
- 購入する対象店舗にプレゼントの内容は異なる[1]。

| 対象店舗     | 特典内容                             |
| ------------ | ------------------------------------ |
| Amazon.co.jp | 各ライブ写真を使ったビジュアルシート |
| 楽天ブックス | クリアファイル（4作品共通）          |